# Constanza Chiaramonte
Constança de Claramunt (en catalán),  Constanza Chiaramonti (en siciliano) o Costanza Chiaramonte o Chiaromonte (en italiano) (1377 circa – 1423), fue una reina de Nápoles, de Sicilia y de Hungría, perteneciente a la familia catalana de los Claramunt, establecidos en la isla de Sicília, provenientes de Occitania (donde eran conocidos como Clermont o Clermond), a partir del control de la isla por parte del rey catalán Pere el Gran, después el episodio de las Vísperas Sicilianas. Fue la primera esposa del rey Ladislao I de Nápoles y de Hungría y era hija de Manfred III de Claramunt (en catalán) o Manfredi III Chiaramonti (en siciliano), conde de Módica. Fue reina entre 1389 y 1392. 

## Biografía
Fue hija de Manfred de Claramunt o Chiaramonti, conde de Módica, entonces el estado feudal más importante de la isla de Sicilia. Este Manred también era almirante y gran senescal del reino catalán de Sicilia, además de vicario y maestro justiciero. La madre de Constança fue Eufemia Ventimiglia, hija de otro vicario del reino siciliano, el conde de Geraci, Francisco II Ventimiglia.
Su padre Manfred fue nombrado vicario del Reino de Sicilia, el año 1377, por disposición testamentaria del moribundo rey de la corona catalana Federico III de Sicilia. El interregno, que duró varios años, comportó que la bella y muy rica hija del vicario, Costança o Constanza, fuera pedida en matrimonio por Margarita de Durazzo, con la intención de casarla con su hijo, de trece años, Ladislao I de Anjou (1376 - 1414), rey de Nápoles y de Hungría. La dote aportada por la novia ascendió, probablemente, a más de doce mil onzas de oro y sirvió para refinanciar la agotada corte angevina de Nápoles.
Seis galeras (cuatro del padre de la novia y dos de los embajadores de la madre de Ladislao) salieron de Sicilia hacia la villa italiana de Gaeta para acompañar a la futura novia. La procesión nupcial llegó al puerto de Gaeta el 6 de septiembre. El matrimoniose estipuló en el castillo de Gaeta, donde Ladislao había residido durante dos años con su madre Margarita, el 21 de septiembre de 1389. La celebración solemne, probablemente debió tener lugar un 15 de agosto del año siguiente, después de la elección del nuevo papa Bonifacio IX.
Sin embargo, el acercamiento de los Claramunt o Chiaramonte de Sicilia a los angevinos, y la traición a la casa real catalana, conllevó muchos problemas a esta familia. 
Traición a los catalanes y caída en desgracia
Manfred Chiaramonte, olvidando su linaje de origen catalán y los favores recibidos por la corona catalana hacia su padre y su familia, se mostró hostil al control catalán de Sicilia y se acercó a las pretensiones de los angevinos, que ahora favorecían a su hija con motivo de la boda con el rey Ladisao.
Este cambio ocasionó la desgracia de la familia, que fue destruida por los catalanes. Manfred murió demente y sus hijos Simón y Andrés, hermanos de Constanza, fueron degradado, el primero, y degollado, el segundo, por los hombres del monarca catalán Martín I de Sicilia (Martí el Joven). Así, Constanza fue reina de Nápoles durante sólo tres años y Andrea Chiaramonte (Andreu de Claramunt) fue decapitado el 1 de junio de 1392, en Palermo.
Constanza, repudiada por el rey angevino
En cuanto a Constanza, sólo pudo ser reina de Nápoles tres años, dado que fue repudiada por su marido. El rechazo de la reina Constanza por parte del rey angevino tuvo lugar el primer domingo de julio, mientras estaba en misa con Ladislao.
Fue repudiada con la aprobación del Papa. Bonifacio IX, quien aceptó que el obispo de Càpua, durante la misa, leyera repentinamente el acto de repudio, retirando el anillo de boda a la novia, para devolverlo al rey Ladislao. El matrimonio se disolvió con el pretexto de la minoría de edad de los contratantes en el momento de la boda.
Ladislao I de Nápoles repudió Constanza para casarse, en segundas nupcias, el 12 de febrero de 1403, con María de Lusignan, hija del rey de Chipre, Jaime I de Lusignan .
Constanza fue obligada por el rey angevino a casarse con Andrea de Capua, conde de Altavilla (1374-1425), un 16 de diciembre de 1395, con una dote de tres mil ducados. Constanza, con orgullo y en voz alta, en la plaza pública, gritó a su nuevo marido: "puedes presumir de tener a la mujer de tu rey como concubina". Nada se sabe del resto de la vida de Constanza, que cayó casi en el anonimato. Probablemente murió en 1423.
En el majestuoso mausoleo  del rey Ladislao, construido por orden de su hermana Juana II de Anjou, detrás del altar mayor de la iglesia de San Giovanni en Carbonara de Nápoles, del siglo XIV, todavía se encuentran los nombres, grabados en relieve en el pedestal, de sus tres esposas, incluida Costanza Chiaramonte.

## Descendencia
Constanza no dio hijos a su primer marido, el rey de Nápoles Ladislao, probablemente por su muy joven edad.
Del matrimonio con su segundo marido, Andrea Di Capua, conde de Altavilla, nacieron:
- Maria, que se casó primero con Francesco Cantelmo, conde de Popoli, (sin hijos) y después con Baldassarre Della Ratta, conde de Caserta ;
- Luigi (1418 - 1443), conde de Altavilla, que se casó con Altobella Pandone, hija del conde de Venafro Francesco Pandone .

## Nota
1. ↑  En1360, Manfred y sus familiares fueron capturados por las tropas catalanas dirigidas por Artal I Alagona en Lentini y fueron encerrados en Catánia. Después de algunos años, la familia pudo conseguir recuperar algunas de sus propiedades.
2. ↑  El matrimonio del rey Ladislao con Costanza Chiaramonte
3. ↑  En Gaeta todavia existe una via Ladislao, que lleva a la pequeña iglésia de Santa Lucia donde, como decia una antigua guia regional del Touring Club, el rey y la reina iban a rezar junto con la madre del rey. Era considerada la "Capilla real".
4. ↑  «El mausuleo del rey Ladislao en Nápoles». Archivado desde el original el 5 de diciembre de 2008. Consultado el 17 de diciembre de 2023.
5. ↑  Las tres mujeres del rey Ladislao

- Datos: Q7725842